# Richard V. Spencer
Richard Vaughn Spencer (Waterbury, 18 gennaio 1954) è un politico e militare statunitense.

## Biografia
Mentre ricopriva il ruolo di Segretario della Marina, ha anche brevemente ricoperto l'incarico ad interim di Segretario della Difesa e Vice Segretario della Difesa. Spencer ha prestato servizio nel corpo della marina degli Stati Uniti dal 1976 al 1981 come aviatore navale ed è stato anche Vice Presidente e Chief Financial Officer della Intercontinental Exchange dal novembre 2001 al gennaio 2008. Spencer è stato Segretario della Marina dal 3 agosto 2017 al 24 novembre 2019.